# Buno-Bonnevaux
Buno-Bonnevaux – miejscowość i gmina we Francji, w regionie Île-de-France, w departamencie Essonne.
Według danych na rok 1990 gminę zamieszkiwało 430 osób, a gęstość zaludnienia wynosiła 27 osób/km² (wśród 1287 gmin regionu Île-de-France Buno-Bonnevaux plasuje się na 846. miejscu pod względem liczby ludności, natomiast pod względem powierzchni na miejscu 147.).